# Crambopsis excludens
Crambopsis excludens är en fjärilsart som beskrevs av Walker 1865. Crambopsis excludens ingår i släktet Crambopsis och familjen nattflyn. Inga underarter finns listade i Catalogue of Life.